# Objectgeoriënteerde analyse
Objectgeoriënteerde analyse (Eng.: Object-oriented analysis, OOA) is een softwareontwikkelmethode waarbij een systeem gemodelleerd wordt als een groep samenwerkende objecten. Elk object representeert iets dat gedrag vertoont in een systeem. 

## Modellen en noties
Objectgeoriënteerde analyse (OOA) gebruikt objectmodelleringstechnieken om de functionele eisen van een systeem te beschrijven. Tijdens de analysefase  concentreert men zich op wat een systeem doet (het probleemdomein). Het doel van de analyse is om een conceptueel model te bepalen dat de relevante informatie bevat van het systeem dat geanalyseerd wordt. 
Zo'n model wordt vaak gerepresenteerd als een verzameling usecasediagrammen, klassediagrammen en interactiediagrammen. Verschillende modellen kunnen worden bepaald om de statische structuur, het dynamisch gedrag en de afbeelding van de samenwerkende objecten op processen weer te geven.
Analysemodellen bevatten geen implementatiedetails zoals parallellisme, data-opslag of hoe een systeem dient te worden gebouwd. Tijdens de ontwerpfase worden ook de niet-functionele eisen (zoals testbaarheid, uitbreidbaarheid, robuustheid etc) meegenomen en wordt er rekening gehouden met de beperkingen van het platform waar het ontwerp op afgebeeld wordt.